# Rhacophorus laoshan
Rhacophorus laoshan é uma espécie de anfíbio anuro da família Rhacophoridae. Está presente na China. A UICN classificou-a como pouco preocupante.